# Gavin Barnick
Gavin Raymond Leigh Barnick (23 de noviembre de 2002) es un deportista estadounidense que compite en tiro, en la modalidad de rifle. En los Juegos Panamericanos de 2023 obtuvo una medalla de bronce en la prueba de rifle 10 m mixto.

## Palmarés internacional
| Juegos Panamericanos | Juegos Panamericanos | Juegos Panamericanos | Juegos Panamericanos |
| Año                  | Lugar                | Medalla              | Prueba               |
| -------------------- | -------------------- | -------------------- | -------------------- |
| 2023                 | Santiago (Chile)     | Medalla de bronce    | Rifle 10 m mixto     |